# 鹿児島ホテル短期大学校
鹿児島ホテル短期大学校（かごしまほてるたんきだいがっこう）は、鹿児島県鹿児島市加治屋町にある職業能力開発短期大学校。職業訓練法人鹿児島観光技能訓練協会が運営する認定職業訓練のための施設である。

## 概要
職業訓練法人鹿児島観光技能訓練協会が運営するが、学校法人日章学園のグループに属する。
鹿児島県知事により、職業能力開発促進法に基づく認定職業訓練のための施設として認定を受けている。高度職業訓練の専門課程を実施する。

## 沿革
- 1996年　鹿児島国際観光短期大学校として開校。
- 2006年　鹿児島ホテル短期大学校に改組。

## 基礎データ

### 学校長
- 矢野隆弘

### 所在地
- 〒892-0846 鹿児島県鹿児島市加治屋町4-25

### アクセス
- JR九州鹿児島中央駅から徒歩７分

## 教育訓練

### 訓練科
カリキュラムの特徴として、週4回の通学と、週末は観光ホテルでの研修があり、観光ホテルで働く人材育成に力をいれている。
- ホテルビジネス学科（2年制）

### 取得資格・免許状
以下のような資格・免許状の取得を目指す。
- ホテルビジネス検定
- アシスタントブライダルコーディネーター検定
- 技能士補
- サービス接遇検定
- ホテルビジネス実務検定
- アシスタントブライダルコーディネーター
- かごしま検定
- 観光英語検定
- その他